# Stiliger fuscovittatus
Stiliger fuscovittatus är en snäckart som beskrevs av Lance 1962. Stiliger fuscovittatus ingår i släktet Stiliger och familjen Stiligeridae. Inga underarter finns listade i Catalogue of Life.